# Louis Gossett jr.
Louis Cameron Gossett jr. (New York, 27 mei 1936 – Santa Monica (Californië), 29 maart 2024) was een Amerikaanse acteur.

## Levensloop
Gossett maakte zijn professionele acteerdebuut op zeventienjarige leeftijd en won prompt een Donaldson Award als Beste Nieuwkomer in het theater. Hij won een studiebeurs op basis van zijn basketbalkwaliteiten en ging naar de New York University. Hij werd uitgenodigd om een proefwedstrijd te spelen voor de New York Knicks, maar besloot door te gaan met acteren in het Broadway-stuk A Raisin in the Sun.
Zijn grote doorbraak beleefde hij in 1977 toen hij een Emmy Award won voor zijn rol van Fiddler in de serie Roots. In 1983 werd hij, als allereerste zwarte man, onderscheiden met een Oscar voor zijn rol van Emil Foley in An Officer and a Gentleman.
Gossett speelde in zijn lange acteercarrière meer dan 150 rollen, waaronder in films als An Officer and a Gentleman, Iron Eagle, The Principal en The Punisher.
Louis Gossett jr. overleed in 2024 op 87-jarige leeftijd.

## Filmografie
- A Raisin in the Sun (1961) - George Murchison
- Companions in Nightmare (Televisiefilm, 1968) - Lt. Adam McKay
- The Bushbaby (1969) - Tembo
- Leo the Last (1970) - Roscoe
- The Landlord (1970) - Copee
- Big Fish, Little Fish (Televisiefilm, 1971) - Rol onbekend
- The Young Rebels Televisieserie - Isak Poole (15 afl., 1970-1971)
- Skin Game (1971) - Jason O'Rourke
- The Living End (Televisiefilm, 1972) - Doug Newman
- Travels with My Aunt (1972) - Zachary (bijgenaamd 'Wordsworth')
- The Fuzz Brothers (1973) - Francis Fuzz
- The Laughing Policeman (1973) - Insp. James Larrimore SFPD
- It's Good to Be Alive (Televisiefilm, 1974) - Sam Brockington
- Sidekicks (Televisiefilm, 1974) - Jason O'Rourke
- The White Dawn (1974) - Portagee
- Black Bart (televisiefilm, 1975) - Black Bart
- Delancey Street: The Crisis Within (Televisiefilm, 1975) - Otis James
- The River Niger (1976) - Dr. Dudley Stanton
- J.D.'s Revenge (1976) - Reverend Elija Bliss
- Roots (Miniserie, 1977) - Fiddler
- The Deep (1977) - Henri Cloche
- Freeman (Televisiefilm, 1977) - Rex
- The Choirboys (1977) - Calvin Motts
- The Sentry Collection Presents Ben Vereen: His Roots (Televisiefilm, 1978) - Rol onbekend
- The Lazarus Syndrome (Televisiefilm, 1978) - Dr. MacArthur St. Clair
- To Kill a Cop (Televisiefilm, 1978) - Everett Walker (Niet op aftiteling)
- The Critical List (Televisiefilm, 1978) - Lem Harper
- Backstairs at the White House (Miniserie, 1979) - Levi Mercer
- Lawman Without a Gun (Televisiefilm, 1979) - Tom Hayward
- It Rained All Night the Day I Left (1980) - Leo Garcia
- Don't Look Back: The Story of Leroy 'Satchel' Paige (Televisiefilm, 1981) - Leroy 'Satchel' Paige
- American Playhouse Televisieserie - Rol onbekend (Afl., Zora Is My Name!, 1982)
- Benny's Place (Televisiefilm, 1982) - Benny Moore
- An Officer and a Gentleman (1982) - Gunnery Sergeant Emil Foley
- The Powers of Matthew Star Televisieserie - Walt Shephard (21 afl., 1982-1983)
- Jaws 3-D (1983) - Calvin Bouchard
- Sadat (Televisiefilm, 1983) - Anwar al-Sadat
- Finders Keepers (1983) - Century
- The Guardian (Televisiefilm, 1984) - John Mack
- Enemy Mine (1985) - Jeriba 'Jerry' Shigan
- Iron Eagle (1986) - Col. Charles 'Chappy' Sinclair
- Firewalker (1986) - Leo Porter
- A Gathering of Old Men (Televisiefilm, 1987) - Mathu
- The Principal (1987) - Jake Phillips
- The Father Clements Story (Televisiefilm, 1987) - Father Clements
- Sam Found Out: A Triple Play (Televisiefilm, 1988) - Rol onbekend
- Iron Eagle II (1988) - Charles 'Chappy' Sinclair
- Goodbye, Miss 4th of July (Televisiefilm, 1988) - Big John Creed
- Roots: The Gift (Televisiefilm, 1988) - Fiddler
- The Last Plane from Coramaya (Video, 1989) - Gideon Oliver
- Gideon Oliver Televisieserie - Gideon Oliver (5 afl., 1989)
- The Punisher (1989) - Jake Berkowitz
- El Diablo (Televisiefilm, 1990) - Van Leek
- Sudie and Simpson (Televisiefilm, 1990) - Simpson
- Cover Up (1991) - Lou Jackson
- The Josephine Baker Story (Televisiefilm, 1991) - Sidney Williams
- Toy Soldiers (1991) - Dean Parker
- Carolina Skeletons (Televisiefilm, 1991) - James Bragg
- Keeper of the City (Televisiefilm, 1991) - Detective James Dela
- Aces: Iron Eagle III (1992) - Chappy
- Diggstown (1992) - 'Honey' Roy Palmer
- Flashfire (1993) - Ben Durand
- Story of a People (Miniserie, 1993) - Presentator
- Father & Son: Dangerous Relations (Televisiefilm, 1993) - Rol onbekend
- Return to Lonesome Dove (Miniserie, 1993) - Isom Pickett
- Monolith (1993) - Capt. MacCandless
- Ray Alexander: A Taste for Justice (Televisiefilm, 1994) - Ray Alexander
- A Good Man in Africa (1994) - Prof. Sam Adekunle
- Curse of the Starving Class (1994) - Ellis
- A Father for Charlie (Televisiefilm, 1995) - Walter Osgood
- Zooman (Televisiefilm, 1995) - Rueben Tate
- Ray Alexander: A Menu for Murder (Televisiefilm, 1995) - Ray Alexander
- Iron Eagle IV (1995) - Chappy Sinclair
- Managua (1996) - Paul
- Captive Heart: The James Mink Story (Televisiefilm, 1996) - James Mink
- Run for the Dream: The Gail Devers Story (Televisiefilm, 1996) - Bob Kersee
- Inside (Televisiefilm, 1996) - Vragensteller
- The Wall That Heals (1997) - Verteller
- Legend of the Mummy (1997) - Corbeck
- To Dance with Olivia (Televisiefilm, 1997) - Daniel Stewart
- In His Father's Shoes (Televisiefilm, 1997) - Frank Crosby/Richard
- The Inspectors (Televisiefilm, 1998) - Inspector Frank Hughes
- Love Songs (Televisiefilm, 1999) - Reuben (Segment 'A Love Song for Dad')
- Strange Justice (Televisiefilm, 1999) - Vernon Jordan
- Y2K (1999) - Morgan
- Dr. Lucille (Televisiefilm, 2000) - David Mulera
- The Inspectors 2: A Shred of Evidence (Televisiefilm, 2000) - Inspector Frank Hughes
- The Color of Love: Jacey's Story (Televisiefilm, 2000) - Lou Hastings
- The Highwayman (2000) - Phil Bishop
- For Love of Olivia (Televisiefilm, 2001) - Daniel Stewart
- Opening Ceremony Salt Lake Paralympic Winter Games (Televisiefilm, 2002) - Verteller
- Deceived (Video, 2002) - Col. David Garrett
- What About Your Friends: Weekend Getaway (Televisiefilm, 2002) - Dr. Barnes
- Jasper, Texas (Televisiefilm, 2003) - R.C. Horn
- Momentum (Televisiefilm, 2003) - Raymond Addison
- Solar Strike (Televisiefilm, 2005) - President Ryan Gordon
- Lackawanna Blues (Televisiefilm, 2005) - Ol'lem Taylor
- Window (2005) - Ralph Stanley
- Left Behind: World at War (Televisiefilm, 2005) - President Gerald Fitzhugh
- All In (2006) - Caps
- Stargate SG-1 Televisieserie - Gerak (5 afl., 2005-2006)
- Club Soda (2006) - Doc
- Daddy's Little Girls (2007) - Willie
- Cover (2007) - Detective Hicks
- Delgo (2007) - King Zahn (Stem)
- The Perfect Game (2009) - Cool Papa Bell
- The Grace Card (2010)
- Smitty (2012) - Mr. Smith
- Pride of Lions (2014) - Lou Jones
- Double play (2017) - Coco
- The Cuban (2019) - Luis Garcia
- IF (2024) - Lewis (stem)